# Star Wars: Knights of the Old Republic
Star Wars: Knights of the Old Republic (vaak afgekort tot KotOR) is een rollenspel (RPG), dat zich afspeelt in het fictieve Star Wars universum. De gebeurtenissen in dit spel spelen zich af 4000 jaar voor de gebeurtenissen in de film Star Wars: Episode IV: A New Hope. Het spel is ontwikkeld door BioWare en in 2003 uitgebracht door LucasArts. In eerste instantie is het spel uitgekomen voor de Xbox en enkele maanden later voor de PC.
Het spel werkt volgens het d20 systeem van de derde editie van de Dungeons & Dragons (D&D) regels. Ondanks dat het spel bij bepaalde acties (vooral bij gevechten) "real-time" lijkt, wordt er eigenlijk steeds met een (computer) tegenstander beurtelings een aanval en verdedigingsactie uitgevoerd.

## Personages

### Carth Onasi
Carth Onasi (geboren 3988 VSY) is een 38-jarige beroepsmilitair. Hij heeft in vele oorlogen meegevochten, waaronder de Mandaloriaanse Oorlogen en de Jedi Burger Oorlog. Zijn vliegkunsten en militaire inzicht hebben hem vaak geholpen. Hij hoort bij het hoofdtrio van het verhaal en voelt zich soms uitgesloten door de Jedi. Hij is in het verleden verraden en vertrouwt daarom niemand meer tot op het punt van paranoïde. De speler kan ervoor kiezen te proberen Carth's vertrouwen te winnen, of hem opnieuw te verraden.

### Bastila Shan
Bastila (geboren 3979 VSY) is een Jedi die alles voor de Jedi Academy zou doen. Zij is op jonge leeftijd in aanraking gekomen met De Kracht (The Force). Bastila beheerste de kunst van de Gevechtsmeditatie. Via deze kracht kon ze de loop van een slag veranderen, één kant kreeg kracht en moed terwijl de andere kant hun gevechtslust verloor. Door deze vaardigheid wordt zij een lokaas voor de Sith. Zij komt terecht op de planeet Taris waar ze gevangen wordt genomen. Dankzij Carth en de speler kunnen zij ontsnappen en vluchten naar de Jedi enclave op Dantooine. Later is het spel nadat ze nog maar één map nog te vinden hebben, wordt ze gevangengenomen door Malak en loopt ze over naar de Duistere Kant (Dark Side). Als Revan een man is kunnen Bastila en hij een relatie beginnen.

### Darth Malak
Darth Malak was een veelbelovende Jedi van de Jedi Academy. Wanneer hij samen met zijn sterkere partner Darth Revan een mysterieuze tempel op Dantooine vindt, is de aantrekkingskracht van de Duistere Kant groter dan ooit. Samen met zijn mede Jedi vinden ze de Star Forge en begint hun veroveringstocht van het universum als Sith. Malak is vergeleken met Revan een bruut, hij valt iedereen aan en bezit het vermogen niet om verder te kijken dan de huidige situatie. Malak verraad zijn meester Darth Revan van ver tijdens een val waar Bastila en een aantal andere Jedi Darth Revan probeerden te verslaan.

### Darth Revan
Darth Revan's verhaal loopt ongeveer hetzelfde als het verhaal van Malak. Tijdens een gevecht met De Republiek wordt Revan verraden door zijn apprentice Malak en wordt dan meegenomen (gered) door Bastila. Hij wordt gevangengenomen en zijn identiteit wordt gewist door de Jedi Academy. Revan is dan de enige hoop om de Jedi en De Republiek te redden, niet wetende van zijn verleden. Revan is ook de held van de Mandaloriaanse oorlog waar hij de leiding kreeg over een groot aantal schepen en mannen.

### Canderous Ordo
Canderous was een Mandaloriaanse soldaat die tijdens de Mandaloriaanse Oorlogen tegen de Oude Republiek vocht. Wanneer de Mandaloriaanse clannen verslagen werden ging Canderous werken voor de misdaadkingpin Davik Kang op de planeet Taris. Wanneer de Sith de planeet blokkeren, besluit Canderous zich bij Carth en de speler aan te sluiten en hen te helpen om de Ebon Hawk te stelen, zodat ze de planeet kunnen verlaten.

### Jolee Bindo
Jolee Bindo is een oude Jedi die in de Shadowlands van de planeet Kashyyyk woont. Nadat de speler Jolee help, sluit hij zich bij het team aan. Jolee heeft een tragisch verleden, waar hij liever niet over praat. Jolee beschikt over een grote wijsheid en kracht en is een Jedi consular. Er heerst een vermoeden dat hij Darth Revan als Jedi gekend heeft. Als later in het spel duidelijk wordt dat de speler Darth Revan is geweest bevestigd Jolee dat. Hij zegt dat hij het wist, en verteld dat hij naar hem gekeken heeft, hoe hij is veranderd, of juist niet.

### Juhani
Juhani behoort tot het katachtige ras, Cathar. De speler ontmoet Juhani tijdens de eind test van de Jedi orde. Juhani bekeerde zich tot de Duistere Kant nadat zij geloofde dat zij haar meester vermoordde. Wanneer de speler Juhani ontmoet kan de speler beslissen haar te redden of te doden. Wanneer je beslist om Juhani te redden, sluit zij zich bij het team aan.

### Mission Vao
Mission behoort tot het ras Twi’lek. De speler ontmoet Mission, samen met Zaalbar op de planeet Taris. In de Onderstad van Taris kom je Mission opnieuw tegen. Zij wil dat je Zaalbar gaat redden, die door de Gamorreans slavenhandelaars gevangen werd genomen. In de riolen red je Zaalbar en sluiten zij zich aan bij je team.

### Zaalbar
Zaalbar (of Big Z) is een Wookiee afkomstig van de planeet Kashyyyk. Je ontmoet Zaalbar voor het eerst op Taris samen met Mission. Wanneer je Zaalbar redt van de slavenhandelaars sluit hij een levensschuld met de speler. Wanneer de speler later Kashyyyk bezoekt kan hij ervoor kiezen Zaalbaar te helpen zijn volk van de slavenhandelaars te redden of zijn volk te laten stikken.

### T3-M4
T3-M4 is een kleine droid die gespecialiseerd is in computers en beveiliging. De speler koopt T3-M4 op de planeet Taris voor het stelen van de vertrekcodes in de basis van de Sith.

### HK-47
HK-47 is een moordzuchtige droid gecreëerd door Darth Revan. De speler ontmoet de robot op de planeet Tatooine. De speler kan de robot bij de plaatselijke handelaar op Tatooine kopen en gebruiken om het probleem met het zandvolk (Tusken) vredig op te lossen. HK-47 heeft een enorme hekel aan alle organische levensvormen die hij "meatbags" noemt. Hij heeft een grote liefde voor geweld en agressie.

## Locaties

### Taris
Taris is een hoogtechnologische planeet dat veel gelijkenissen vertoond met Coruscant. Het is onderverdeeld in 3 compartimenten: The Upper City, waar alle normale mensen wonen, The Lower City, waar alle bendes en aliens wonen, en The Undercity, waar alle zieke en geïnfecteerde mensen leven. De planeet wordt tijdens het spel vernietigd door Darth Malak's vloot.

### Dantooine
Dantooine is vooral bekend om zijn Jedi Academy. Nadat het trio ontsnapt met Bastila van Taris, vluchten ze direct naar Dantooine. Op deze planeet wordt de speler tot Jedi opgeleid.

### Tatooine
Tatooine is de hoofdplaneet van de Star Wars film serie. Er is in 4000 jaar niet veel veranderd... qua looks tenminste. Tatooine is in de Old Republic geen smokkelaarsplaneet, maar een heuse handelsplaneet.

### Manaan
Manaan is een oceaanplaneet waarvan de bewoners Selkath proberen neutraal te blijven tussen de Sith en De Republic. Manaan is vooral bekend om zijn uitvoer van Kolto, een genezend middel dat uit de diepste plaatsen van de oceaan komt.

### Korriban
Korriban is een Sith planeet. De duistere tegenhanger van Dantooine. Niet alleen is hij bekend van zijn Sith Academy, maar ook door zijn archeologische goudmijnen, de Sith tempels en tombes van Sith Lords (waar de testen voor klaargestoomde Sith Lords worden gehouden, en waar de star map is), gebouwd door de legendarische Sith Lords.

### Kashyyyk
Kashyyyk is, zoals sommige Star Wars kenners reeds weten, de thuisplaneet van de Wookiees. In Star Wars: Episode III: Revenge of the Sith komt Kashyyyk ook voor, maar dan op een andere locatie, een strand. 4 millennia voor deze film stonden er bomen van over honderd meter hoog. Bovenin leefden de mensen die de Wookiees als slaven hielden, terwijl op de grond allemaal reuze-insecten en monsters huisden.

### The Leviathan
The Leviathan is Admiraal Saul Karath's vlaggenschip, dit is het schip waarmee hij Taris vernietigde. Het schip ziet er angstaanjagend uit. Het schip heeft een vorm van 2 naar voren steeds smaller lopende lagen boven elkaar, die bij elkaar komen op driekwart van het schip. De speler wordt tijdens een reis tussen de voorlaatste en laatste planeet, voor de star map, onderschept door The Leviathan. De speler moet ontsnappen door middel van op de brug de schilden uit te schakelen die het de Ebon Hawk van wegvliegen weerhouden.

### Lehon
Op het einde belanden de hoofdrolspelers van het spel op de planeet onder de Star Forge. Deze planeet is de thuisplaneet van de Rakata, maar in het spel wordt alleen gesproken over een onbekende planeet.
De speler wordt, voordat ze de Star Forge kunnen bereiken, naar de planeet getrokken door een krachtig trekveld. dat alle schepen naar de planeet toetrekt. Op de planeet bevinden zich dan ook veel kapotte schepen die neergestort zijn. De speler moet dit schild uitschakelen om naar de Star Forge te kunnen.

## Trivia
- Het spel is opgenomen in het boek 1001 Video Games You Must Play Before You Die van Tony Mott.